# Неделькина, Инна Кирилловна
Инна Кирилловна Неделькина (бел. Іна Кірылаўна Нядзелькіна; 16 октября 2004) — белорусская гребчиха-каноистка, выступает за сборную Беларуси. Чемпионка мира 2024 года.

## Биография

### Спортивная карьера
В июне 2024 года Инна принимала участие в играх БРИКС, где завоевала две медали. Серебро на дистанции 200 метров и бронзу на дистанции 500 метров.
В августе 2024 года спортсменка приняла участие в чемпионате мира по гребле на байдарках и каноэ, где в паре с Юлией Трушкиной стала чемпионкой мира в гребле на каноэ 200 метров, показав лучшее время 43,053 секунды. В паре с Владиславом Палешко завоевали бронзу на дистанции 500 метров.
2025 год
В июле 2025 года — бронзовая медаль чемпионата Беларуси по гребле на байдарках и каноэ на дистанции 500 м (Заславль).